# (5240) Kwasan
(5240) Kwasan es un asteroide perteneciente al cinturón de asteroides, descubierto el 7 de diciembre de 1990 por Kenzo Suzuki y el también astrónomo Takeshi Urata desde el Toyota Observatory, Japón.

## Designación y nombre
Designado provisionalmente como 1990 XE. Fue nombrado Kwasan en homenaje al Observatorio Kwasan de la Universidad de Kioto, que se encuentra en la cima de la colina Kwasan en el lado este de la ciudad de Kioto. El Observatorio Kwasan fue establecido en 1929 y es conocido por sus observaciones del sistema solar, especialmente Marte, Plutón, planetas menores, cometas y satélites naturales.

## Características orbitales
Kwasan está situado a una distancia media del Sol de 2,383 ua, pudiendo alejarse hasta 2,622 ua y acercarse hasta 2,144 ua. Su excentricidad es 0,100 y la inclinación orbital 5,610 grados. Emplea 1343,92 días en completar una órbita alrededor del Sol.

## Características físicas
La magnitud absoluta de Kwasan es 12,6. Tiene 7 km de diámetro y su albedo se estima en 0,393. Está asignado al tipo espectral V según la clasificación SMASSII.